# Nationaldivision 1989/90
Die Nationaldivision 1989/90 war die 76. Spielzeit der höchsten luxemburgischen Fußballliga.
Union Luxemburg gewann den vierten Meistertitel. Titelverteidiger Spora Luxemburg belegte den vierten Platz.

## Modus
Die zwölf Teams spielten zuerst einen Grunddurchgang, bestehend aus einer Hin- und Rückrunde. Die sechs besten Teams spielten anschließend in einer Play-off-Runde den Meister aus. Die Hälfte der Punkte aus dem Grunddurchgang wurde hinzugerechnet.
Die Mannschaften auf den Plätzen 7 – 10 wurden in zwei Relegationsgruppen aufgeteilt und
spielten mit den jeweils vier besten der beiden Bezirke aus der Ehrenpromotion die verbleibenden vier Plätze für die folgende Saison in der Nationaldivision aus.

## Grunddurchgang

### Tabelle
| Pl. | Verein                  | Sp. | S  | U | N  | Tore    | Diff. | Punkte |
| --- | ----------------------- | --- | -- | - | -- | ------- | ----- | ------ |
| 1.  | FC Avenir Beggen        | 18  | 14 | 3 | 1  | 057:120 | +45   | 31:50  |
| 2.  | Union Luxemburg (P)     | 18  | 12 | 3 | 3  | 038:170 | +21   | 27:90  |
| 3.  | CS Fola Esch (N)        | 18  | 7  | 8 | 3  | 023:140 | +9    | 22:14  |
| 4.  | Spora Luxemburg (M)     | 18  | 9  | 4 | 5  | 028:230 | +5    | 22:14  |
| 5.  | Jeunesse Esch           | 18  | 6  | 9 | 3  | 023:200 | +3    | 21:15  |
| 6.  | CS Grevenmacher         | 18  | 6  | 5 | 7  | 021:220 | −1    | 17:19  |
| 7.  | Red Boys Differdingen   | 18  | 4  | 8 | 6  | 025:180 | +7    | 16:20  |
| 8.  | FC Aris Bonneweg (N)    | 18  | 4  | 6 | 8  | 011:270 | −16   | 14:22  |
| 9.  | Swift Hesperingen       | 18  | 1  | 4 | 13 | 014:440 | −30   | 06:30  |
| 10. | Alliance Düdelingen (N) | 18  | 0  | 4 | 14 | 012:550 | −43   | 04:32  |

| (M) | amtierender luxemburgischer Meister     |
| (P) | amtierender luxemburgischer Pokalsieger |
| (N) | Neuaufsteiger aus der Ehrenpromotion    |

### Kreuztabelle
| 1989/90 Grunddurchgang | AVE | Union Luxemburg | Fola Esch | Spora Luxemburg | JEU | GRE | Red Boys Differdingen | Aris Bonneweg | Swift Hesperingen | Alliance Düdelingen |
| ---------------------- | --- | --------------- | --------- | --------------- | --- | --- | --------------------- | ------------- | ----------------- | ------------------- |
| FC Avenir Beggen       |     | 5:0             | 5:0       | 5:0             | 2:3 | 3:0 | 2:0                   | 6:0           | 2:0               | 5:2                 |
| Union Luxemburg        | 1:1 |                 | 3:0       | 3:1             | 1:0 | 2:0 | 1:1                   | 1:0           | 2:0               | 5:0                 |
| CS Fola Esch           | 0:0 | 0:1             |           | 0:0             | 1:1 | 5:0 | 1:1                   | 1:0           | 1:0               | 5:0                 |
| Spora Luxemburg        | 1:4 | 1:4             | 1:2       |                 | 1:1 | 3:1 | 2:0                   | 0:0           | 5:2               | 1:0                 |
| Jeunesse Esch          | 3:4 | 1:0             | 0:0       | 0:4             |     | 1:1 | 1:1                   | 1:1           | 4:1               | 2:1                 |
| CS Grevenmacher        | 0:0 | 0:1             | 0:0       | 0:0             | 0:0 |     | 2:3                   | 2:0           | 3:1               | 4:1                 |
| Red Boys Differdingen  | 0:2 | 4:0             | 1:1       | 0:1             | 0:0 | 0:1 |                       | 1:1           | 0:0               | 6:0                 |
| FC Aris Bonneweg       | 0:3 | 2:2             | 1:5       | 0:2             | 0:0 | 1:0 | 1:0                   |               | 0:1               | 2:1                 |
| Swift Hesperingen      | 1:5 | 1:3             | 0:0       | 1:3             | 2:3 | 1:4 | 0:5                   | 0:1           |                   | 2:2                 |
| Alliance Düdelingen    | 1:3 | 0:8             | 0:1       | 0:2             | 0:2 | 0:3 | 2:2                   | 1:1           | 1:1               |                     |

## Playoffs

### Meisterplayoffs

#### Tabelle
| Pl. | Verein           | Sp. | S | U | N | Tore    | Diff. | Punkte | Bonus | Gesamt |
| --- | ---------------- | --- | - | - | - | ------- | ----- | ------ | ----- | ------ |
| 1.  | Union Luxemburg  | 10  | 7 | 2 | 1 | 031:600 | +25   | 16:40  | 13.5  | 29.5   |
| 2.  | FC Avenir Beggen | 10  | 5 | 2 | 3 | 028:140 | +14   | 12:80  | 15.5  | 27.5   |
| 3.  | Jeunesse Esch    | 10  | 7 | 2 | 1 | 022:900 | +13   | 16:40  | 10.5  | 26.5   |
| 4.  | Spora Luxemburg  | 10  | 3 | 3 | 4 | 014:150 | −1    | 09:11  | 11    | 20     |
| 5.  | CS Fola Esch     | 10  | 2 | 1 | 7 | 012:300 | −18   | 05:15  | 11    | 16     |
| 6.  | CS Grevenmacher  | 10  | 0 | 2 | 8 | 008:410 | −33   | 02:18  | 8.5   | 10.5   |

#### Kreuztabelle
| 1989/90 Play-off-Runde | Union Luxemburg | AVE | JEU | Spora Luxemburg | Fola Esch | GRE |
| ---------------------- | --------------- | --- | --- | --------------- | --------- | --- |
| Union Luxemburg        |                 | 0:1 | 2:2 | 4:2             | 4:0       | 7:0 |
| FC Avenir Beggen       | 0:1             |     | 1:1 | 1:1             | 8:3       | 2:0 |
| Jeunesse Esch          | 0:3             | 3:1 |     | 2:0             | 1:0       | 7:2 |
| Spora Luxemburg        | 0:0             | 3:1 | 0:2 |                 | 2:1       | 1:1 |
| CS Fola Esch           | 0:6             | 2:4 | 0:1 | 2:1             |           | 2:1 |
| CS Grevenmacher        | 1:4             | 0:9 | 0:3 | 1:4             | 2:2       |     |

### Abstiegsplayoff Gruppe A

#### Tabelle
| Pl. | Verein                | Sp. | S | U | N | Tore    | Diff. | Punkte |
| --- | --------------------- | --- | - | - | - | ------- | ----- | ------ |
| 1.  | Red Boys Differdingen | 10  | 8 | 1 | 1 | 030:800 | +22   | 17:30  |
| 2.  | Swift Hesperingen     | 10  | 7 | 0 | 3 | 027:130 | +14   | 14:60  |
| 3.  | FC Olympique Eischen  | 10  | 3 | 3 | 4 | 013:240 | −11   | 09:11  |
| 4.  | FC Victoria Rosport   | 10  | 4 | 0 | 6 | 017:240 | −7    | 08:12  |
| 5.  | Etzella Ettelbrück    | 10  | 2 | 3 | 5 | 013:210 | −8    | 07:13  |
| 6.  | FC Wiltz 71           | 10  | 2 | 1 | 7 | 017:270 | −10   | 05:15  |

#### Kreuztabelle
| 1989/90 Abstiegsplayoff A | Red Boys Differdingen | Swift Hesperingen | EIS | RSP | Etzella Ettelbrück | FC Wiltz 71 |
| ------------------------- | --------------------- | ----------------- | --- | --- | ------------------ | ----------- |
| Red Boys Differdingen     |                       | 2:0               | 0:1 | 7:2 | 1:1                | 3:1         |
| Swift Hesperingen         | 0:2                   |                   | 6:1 | 3:1 | 2:0                | 4:1         |
| FC Olympique Eischen      | 2:6                   | 2:1               |     | 0:1 | 2:2                | 3:2         |
| FC Victoria Rosport       | 0:3                   | 1:2               | 4:0 |     | 2:1                | 1:4         |
| Etzella Ettelbrück        | 1:3                   | 1:3               | 1:1 | 1:4 |                    | 3:2         |
| FC Wiltz 71               | 0:3                   | 2:6               | 1:1 | 3:1 | 1:2                |             |

### Abstiegsplayoff Gruppe B

#### Tabelle
| Pl. | Verein                 | Sp. | S | U | N | Tore    | Diff. | Punkte |
| --- | ---------------------- | --- | - | - | - | ------- | ----- | ------ |
| 1.  | FC Aris Bonneweg       | 10  | 8 | 1 | 1 | 029:110 | +18   | 17:30  |
| 2.  | Progrès Niederkorn     | 10  | 6 | 1 | 3 | 023:130 | +10   | 13:70  |
| 3.  | AS Differdingen        | 10  | 5 | 1 | 4 | 018:140 | +4    | 11:90  |
| 4.  | Koeppchen Wormeldingen | 10  | 4 | 1 | 5 | 013:240 | −11   | 09:11  |
| 5.  | Alliance Düdelingen    | 10  | 3 | 1 | 6 | 007:150 | −8    | 07:13  |
| 6.  | CS Petingen            | 10  | 0 | 3 | 7 | 010:230 | −13   | 03:17  |

#### Kreuztabelle
| 1989/90 Abstiegsplayoff B | Aris Bonneweg | Progrès Niederkorn | ASD | KOE | Alliance Düdelingen | CS Petingen |
| ------------------------- | ------------- | ------------------ | --- | --- | ------------------- | ----------- |
| FC Aris Bonneweg          |               | 3:2                | 2:0 | 7:1 | 2:0                 | 1:1         |
| Progrès Niederkorn        | 3:0           |                    | 4:2 | 4:0 | 2:0                 | 5:1         |
| AS Differdingen           | 1:4           | 4:0                |     | 1:0 | 3:0                 | 2:0         |
| Koeppchen Wormeldingen    | 2:5           | 1:2                | 1:1 |     | 3:2                 | 2:1         |
| Alliance Düdelingen       | 0:2           | 1:0                | 1:0 | 0:1 |                     | 2:1         |
| CS Petingen               | 1:3           | 1:1                | 2:4 | 1:2 | 1:1                 |             |